# Mordella albopicta
Mordella albopicta es una especie de coleóptero de la familia Mordellidae.

## Distribución geográfica
Habita en México.